# Погар (селище)
Погар — селище Калуського району Івано-Франківської області. Входить до складу Перегінської селищної громади. Колишній орган місцевого самоврядування — Ясенська сільська рада. Населення становить 9 осіб (станом на 2001 рік).

## Населення
Станом на 1989 рік у селищі проживали 25 осіб, серед них — 9 чоловіків і 16 жінок.
За даними перепису населення 2001 року у селищі проживали 9 осіб. Рідною мовою назвали:
| Мова       | Кількість осіб | Відсоток |
| ---------- | -------------- | -------- |
| українська | 9              | 100,00%  |

## Персоналії
Поблизу селища польські війська вбили державного секретаря із земельних справ Михайла Мартинця і делегата Української Національної Ради ЗУНР Степана Сілецького.